# Diocesi di Petinesso
La diocesi di Petinesso (in latino Dioecesis Petinessensis) è una sede soppressa del patriarcato di Costantinopoli e sede titolare della Chiesa cattolica.

## Storia
Petinesso, nel distretto di Cihanbeyli in Turchia, è un'antica sede episcopale della provincia romana della Galazia Seconda nella diocesi civile del Ponto. Faceva parte del patriarcato di Costantinopoli ed era suffraganea dell'arcidiocesi di Pessinonte.
Benché la diocesi sia menzionata nelle Notitiae Episcopatuum del patriarcato fino al XII secolo, è noto un solo vescovo, Pio, che partecipò al concilio di Calcedonia nel 451.
Dal XIX secolo Petinesso è annoverata tra le sedi vescovili titolari della Chiesa cattolica; la sede è vacante dal 21 giugno 1966.

## Cronotassi

### Vescovi greci
- Pio † (menzionato nel 451)

### Vescovi titolari
- Compton Theodore Galton, S.I. † (9 maggio 1902 - 10 aprile 1931 deceduto)
- Gaspare Schotte, C.I.C.M. † (14 dicembre 1931 - 13 gennaio 1944 deceduto)
- Victor Frederick Foley, S.M. † (11 maggio 1944 - 21 giugno 1966 nominato arcivescovo di Suva)